# Sadao Araki
Pour les articles homonymes, voir Araki.
Le baron Sadao Araki (荒木 貞夫, Araki Sadao) (26 mai 1877 - 2 novembre 1966) est un général de l'armée impériale japonaise qui fut l'un des principaux théoriciens nationalistes de l'empire du Japon. Il est considéré comme le chef de la faction radicale de la voie impériale et fut ministre de la Guerre dans le gouvernement du Premier ministre Tsuyoshi Inukai. Il est plus tard ministre de l'Éducation dans les gouvernements Konoe et Hiranuma. 
Après la Seconde Guerre mondiale, il est jugé pour crimes de guerre et condamné à la prison à perpétuité. Il est incarcéré pendant dix ans avant d'être libéré en 1955 pour raisons de santé, cachant en réalité une forme d'amnistie gouvernementale comme pour d'autres criminels de guerre japonais ces années-là.

## Biographie
Araki est le fils d'un ancien samouraï au service de la branche de Hitotsubashi du clan Tokugawa. Il sort diplômé de l'académie de l'armée impériale japonaise en novembre 1897 et est nommé sous-lieutenant en juin de l'année suivante.
Promu lieutenant en novembre 1900 puis capitaine en juin 1904, Araki sert comme commandant de compagnie du 1er régiment de la garde impériale durant la guerre russo-japonaise.
Après ce conflit, Araki étudie à l'école militaire impériale du Japon d'où il sort major de sa promotion. Il sert à l'État-major de l'armée impériale japonaise en avril 1908 puis comme officier de liaison stationné en Russie de novembre 1909 à mai 1913 quand il est nommé attaché militaire à Saint-Pétersbourg durant la Première Guerre mondiale. Il est promu major en novembre 1909 puis lieutenant-colonel en août 1915 et est affecté à l'armée japonaise du Guandong.
Promu colonel le 24 juillet 1918, Araki sert comme officier d'État-major aux quartiers-généraux de l'armée expéditionnaire à Vladivostok entre 1918 et 1919 durant l'intervention en Sibérie contre l'Armée rouge bolchevique et commande le 23e régiment d'infanterie. Durant cette période en Sibérie, Araki est chargé de missions secrètes en Extrême-orient russe et dans la région du lac Baïkal.
Promu général de brigade le 17 mars 1923, Araki est nommé commandant de la 8e brigade d'infanterie. Il dirige la police militaire de janvier 1924 à mai 1925 avant de rejoindre l'État-major de l'armée comme chef de bureau. Araki est promu général de division en juillet 1927 puis devient commandant de l'école militaire impériale en août de l'année suivante.
Araki sert comme commandant de la 6e division de 1929 à 1931 avant d'être nommé vice-inspecteur général de l'entraînement militaire, l'un des postes les plus prestigieux de l'armée. Il est promu général en octobre 1933.

### Ministre de la Guerre
Le 31 décembre 1931, Araki est nommé ministre de la Guerre dans le gouvernement du Premier ministre Tsuyoshi Inukai. Mais en 1932, durant l'incident du 15 mai, Inukai est assassiné par des officiers de la marine ultra-nationalistes pour son opposition aux demandes belliqueuses de l'armée. Le ministre de la Guerre Araki soutient les assassins, les appelant « 
patriotes irrépressibles ». Il avait aussi montré son appui moral à Nisshō Inoue lors de l'arrestation de celui-ci en mars 1932. Il soutient également le général Shirō Ishii dans ses recherches sur les armes biologiques et l'unité 731.
Le prince Saionji Kinmochi, l'un des plus proches et puissants conseillers de l'empereur Hirohito, tente d'arrêter l'armée dans ses tentatives de renverser le gouvernement. Comme compromis, l'amiral Saitō Makoto devient Premier ministre le 26 mai. Araki reste ministre de la Guerre et fait des demandes supplémentaires au nouveau gouvernement. Dans le même mois, le Japon présente sa nouvelle politique étrangère, la doctrine Amau (comparable à la doctrine Monroe) qui devient une motivation pour l'expansionnisme japonais en Asie. 
En septembre 1932, Araki commence à promouvoir ouvertement le totalitarisme, le militarisme et l'expansionnisme. Le 23 septembre, il présente dans une conférence la philosophie de la faction de la voie impériale qui lie l'empereur, le peuple, le pays, et la morale comme une seule entité indivisible, et qui met l'accent sur le Shintoïsme d'État. Araki soutient également fortement le Seishin Kyoiku (entraînement spirituel) pour l'armée.
Araki devient membre du conseil suprême de guerre. Mais le 23 janvier 1934, il doit quitter son poste de ministre de la Guerre pour raisons de santé. Il reçoit le titre de baron (danshaku) en 1935 selon le système de noblesse kazoku. Par la suite, des officiers membres de la faction de la voie impériale lancent un autre coup d'État en 1936 avec l'incident du 26 février. Leur tentative échoue et leurs chefs sont exécutés et les généraux conspirationnistes sont purgés de l'armée, dont Araki. Il est forcé de se retirer en mars 1936.
Fumimaro Konoe devient Premier ministre en 1937. L'année suivante, il nomme Araki au poste de ministre de l'Éducation pour contrebalancer l'influence de la faction du contrôle. Cela le place dans la position idéale pour promouvoir les idéaux militaristes à travers le système éducatif national et dans la population générale. Araki propose d'incorporer le code samouraï Bushidō dans l'éducation nationale. Il soutient l'utilisation du texte académique officiel Kokutai no Hongi (« Fondamentaux de la politique nationale du Japon »), et la « bible morale nationale » Shinmin no michi (« La Voie des sujets »), un efficace catéchisme sur des sujets nationaux, religieux, culturels, sociaux et idéologiques. Araki continue de servir comme ministre de l'Éducation dans le gouvernement du successeur de Konoe, Hiranuma Kiichirō. Par la suite, il continue de servir comme conseiller du gouvernement.

### Carrière politique
En 1924, Araki fonde la Kokuhonsha (société pour la fondation de l'État), une société secrète composée de quelques-uns des plus influents généraux, amiraux et civils et promouvant la philosophie expansionniste (et en termes pratiques le fascisme) mélangeant le totalitarisme, le militarisme, l'expansionnisme, et la loyauté à l'empereur. Araki est également le théoricien de la plus radicale société des fleurs de cerisier qui tente activement de mettre en place une restauration de Shōwa par des coups d'État.
En tant que colonel, Araki est le principal partisan de la faction de la voie impériale dans l'armée avec Jinzaburō Masaki, Heisuke Yanagawa et Hideyoshi Obata. Leur opposant est la faction du contrôle menée par le général Kazushige Ugaki. La première faction représente les éléments radicaux et ultre-nationalistes de l'armée et la seconde les conservateurs plus modérés. Ces deux groupes ont cependant une origine intellectuelle commune avec la société de la Double Feuille, un groupe de pensée militaire des années 1920, soutenant les idéaux samouraïs.
Les deux factions ont finalement fusionné dans le parti nationaliste de la faction de la voie impériale qui fait un mélange d'idées d'extrême-droite et de national-socialisme, particulièrement celles d'Ikki Kita et des philosophies pro-fascistes de Seigō Nakano, dont Araki est l'un des partisans.
En janvier 1939, Araki participe au mouvement national de mobilisation spirituelle et lui apporte des soutiens financiers publics, des programmes radiophoniques, de l'impression de propagande, et des séminaires de discussions aux associations de voisinage tonarigumi.

### Araki et le «Groupe d'attaque vers le Nord»
Au sein de l'armée, Araki est un fervent partisan de la doctrine d'expansion vers le Nord (Hokushin-ron) qui propose d'attaquer l'Extrême-orient russe et la Sibérie.
Une première étape essentielle au Hokushin-ron est la conquête japonaise de la Mandchourie. Araki est ainsi un soutien du rassemblement d'information non autorisé sur la Chine et des préparations de scénarios de guerre des cliques de sous-officiers. De par ses relations avec la société des fleurs de cerisiers, il intensifie les efforts pour reprendre le contrôle du gouvernement civil et isoler l'empereur et pour unifier les nombreuses sociétés secrètes ainsi que pour faire de son plus proche confident, Shigeru Honjō, le commandant de l'armée japonaise du Guandong.

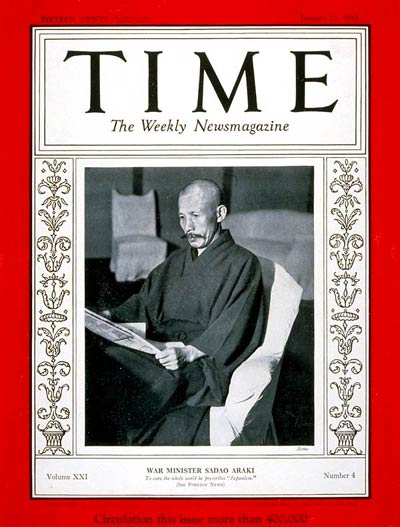
Couverture du Time du 23 janvier 1933 avec Araki.

L'armée du Guandong dispose de seulement 12 000 hommes pour l'invasion japonaise de la Mandchourie au moment de l'incident de Mukden et a donc besoin de troupes supplémentaires. Araki s'arrange avec un autre de ses protégés, Senjūrō Hayashi, commandant de l'armée japonaise de Corée, pour faire passer ses troupes en Mandchourie et aller soutenir l'armée du Guandong sans l'autorisation de Tokyo.
Le stratagème pour conquérir la Mandchourie est un succès et quand le Premier ministre Wakatsuki Reijirō est mis devant le fait accompli, il ne peut que démissionner avec son gouvernement pour protester. Quand un nouveau gouvernement est formé, Araki, en tant que ministre de la Guerre, detient le vrai pouvoir au Japon.

### Après 1945
Après la Seconde Guerre mondiale, Araki est arrêté par les autorités d'occupation américaines et jugé au tribunal militaire international pour l'Extrême-Orient pour des crimes de guerre de classe A (crimes contre la paix). Il est condamné à la prison à perpétuité pour conspiration de guerre agressive. Il est libéré en 1955 de la prison de Sugamo pour raisons de santé. Comme d'autres nobles japonais, il se voit retirer son titre héréditaire en 1947 lors de l'abolition du kazoku.
Araki meurt en 1966 et sa tombe se trouve au cimetière de Tama à Tokyo.